# Sven Borgvald
Sven Gunnar Borgvald, född 16 juni 1935 i Landskrona, död 7 februari 2015 i Helsingborg, var en svensk officer i Flygvapnet.

## Biografi
Borgvald blev fänrik i Flygvapnet 1958. Han befordrades till löjtnant 1960, till kapten 1966, till major 1972, till överstelöjtnant 1972 och till överste 1981.
Borgvald inledde sin militära karriär 1955 som aspirant vid Krigsflygskolan (F 5). Efter sin utbildning kom han att tjänstgöra som jaktflygare vid Göta flygflottilj (F 9). År 1967 var han chef för flygdetaljen vid Flygstaben. År 1972 var han flygchef på Blekinge flygflottilj (F 17). Åren 1979–1980 var han chef för Utbildningsavdelningen vid Flygstaben. Åren 1981–1984 var han chef för Systemplaneringen och åren 1984–1987 chef för Systemavdelningen vid FMV-F. Åren 1987–1994 var han flottiljchef för Hälsinge flygflottilj (F 15). Borgvald lämnade Flygvapnet 1994. 
Efter sin militära karriär var han bland annat verksam som ordförande i kommunfullmäktige i Helsingborg, och ordförande i Överförmyndarnämnden i Helsingborg. Borgvald var även under en tid ordförande i föreningen Moderata Seniorer i Helsingborg, samt ledamot i Skåneförbundets Seniorråds AU.